# 解立彬
解立彬（1988年8月29日—），中国河北省唐山市人，前篮球运动员，现为篮球教练员，执教香港金牛篮球俱乐部。

## 职业生涯简介
解立彬早年进入唐山市体校进行专业训练。后进入中国人民大学学习并继续自己的学生篮球生涯。2004年，解立彬被北京金隅队主教练闵鹿蕾相中并选拔入队，开始了自己的职业生涯。

2005年，解立彬通过自身的努力和进步，逐步进入了北京队主力阵容。该年对于解立彬来讲也是职业生涯的第一个巅峰。他凭借出色的表现获得了2005-2006赛季CBA最佳新秀的称号，并一度入选了中国国家男子篮球队。

然而随后的两个赛季，随着北京队核心孟克·巴特尔的出走，以及球队实力因此出现的下滑，解立彬的职业生涯也陷入了起伏之中。这两个赛季他只能算是表现平平。
2013年，解立彬轉會至江蘇同曦。2016年合同到期後江蘇同曦選擇不續約。同年解立彬宣佈退役，並前往北京首鋼青年隊擔任助理教練。
2020年6月15日，由於受到2019冠狀病毒病疫情影響，北京首钢男篮主教練無法前往中華人民共和國與球隊會合，球隊決定讓解立彬出任代理主教练，執教北京首钢2020賽季剩餘全部比赛至新教練西蒙·帕亚加尼上任。同年12月23日，解立彬再次擔任主教練，西蒙·帕亚加尼轉為球隊顧問。